# Cryptocephalus coryli
Cryptocephalus coryli ist ein Käfer aus der Familie der Blattkäfer und der Unterfamilie der Fallkäfer (Cryptocephalinae). Die Art wurde von Carl von Linné im Jahr 1758 als Chrysomela coryli erstbeschrieben. Das lateinische Art-Epitheton coryli bezieht sich auf eine Wirtspflanze der Käferart, die Hasel (Corylus).

## Merkmale des Käfers
Die Käfer sind 5,8–7,5 mm lang. Sie besitzen eine schwarze Grundfarbe. Entlang der Augenoberkante befinden sich helle Flecke. Die Käferart weist einen ausgeprägten Geschlechtsdimorphismus auf. Kopf und Halsschild der Männchen sind schwarz, die Elytren (Flügeldecken) orange bis rotbraun. Der Halsschild ist dabei oft hell gerandet. Der Halsschild und die Elytren der Weibchen sind dagegen vollständig orange gefärbt oder mit schwacher schwarzer Zeichnung. Die Elytren der Männchen können Makeln im Schulterbereich und in der seitlichen Hinterhälfte aufweisen. Ferner befinden sich an der Hinterkante des Prothorax der Männchen zwei Höckerchen oder Zähnchen.

## Verbreitung
Cryptocephalus coryli ist in Europa weit verbreitet. Das Vorkommen reicht von Fennoskandinavien und Mittelengland im Norden bis in den nördlichen Mittelmeerraum. Offenbar erstreckt sich das Verbreitungsgebiet bis in den Fernen Osten Asiens. Der Bestand der Käferart ist in England seit den 1950er Jahren rückläufig. In Deutschland ist die Käferart sehr selten und steht auf der Roten Liste in der Kategorie 3 (gefährdet).

## Lebensweise
Die Käfer fliegen gewöhnlich in der Zeit von Ende April bis Juli. Man findet sie an ihren Wirtspflanzen, an deren Blättern sie fressen. Zu diesen zählen Haseln (Corylus), Birken (Betula), Erlen (Alnus) und Weiden (Salix). Die Larven leben in einem Larvensack, der ihnen Schutz vor Fressfeinden bietet. Sie fressen an den Blättern und an den Kätzchen ihrer Wirtspflanzen.

## Bilder

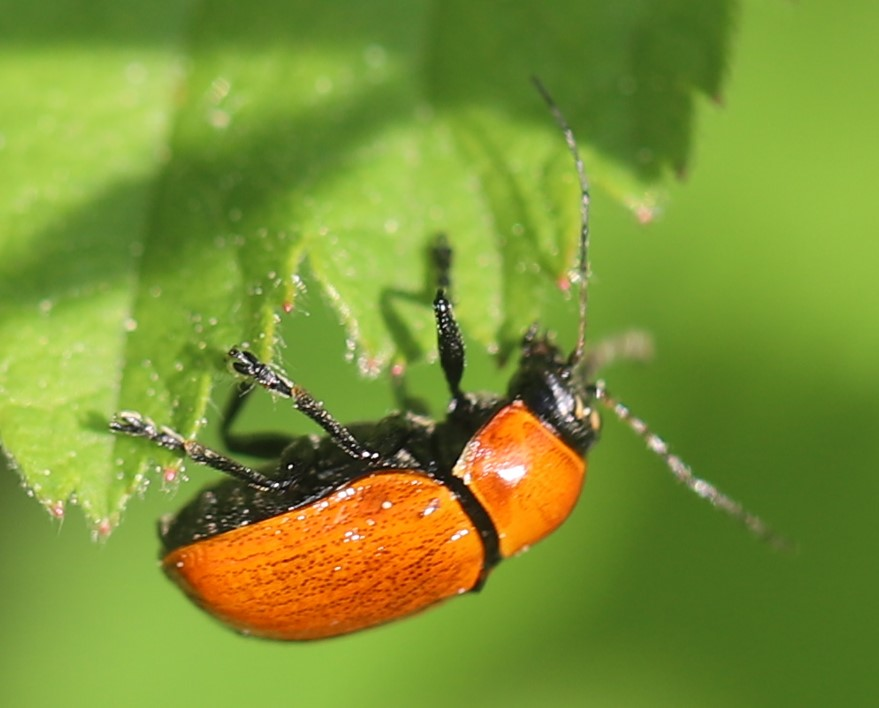
Weibchen, Seitenansicht
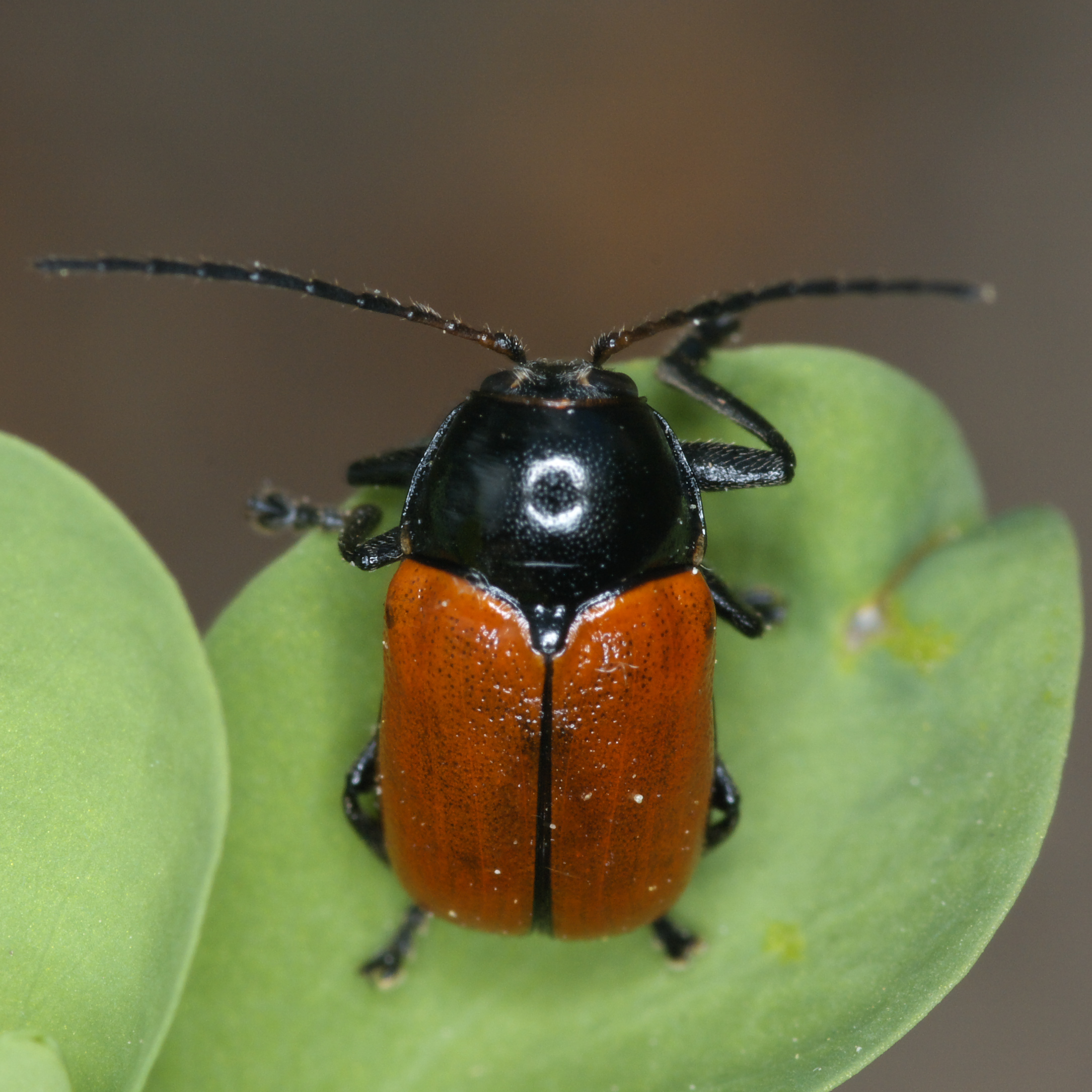
Männchen
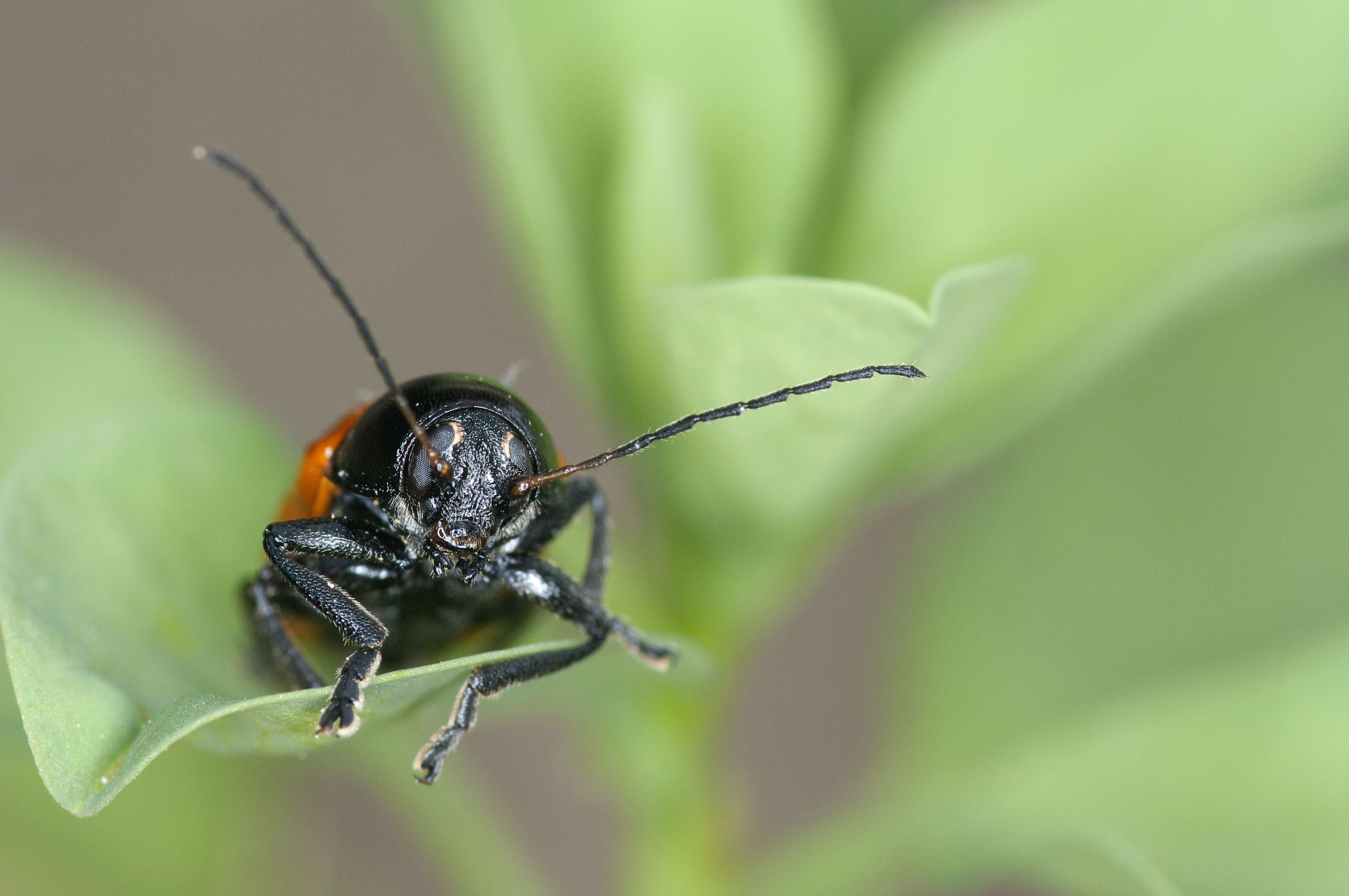
Männchen, Frontansicht
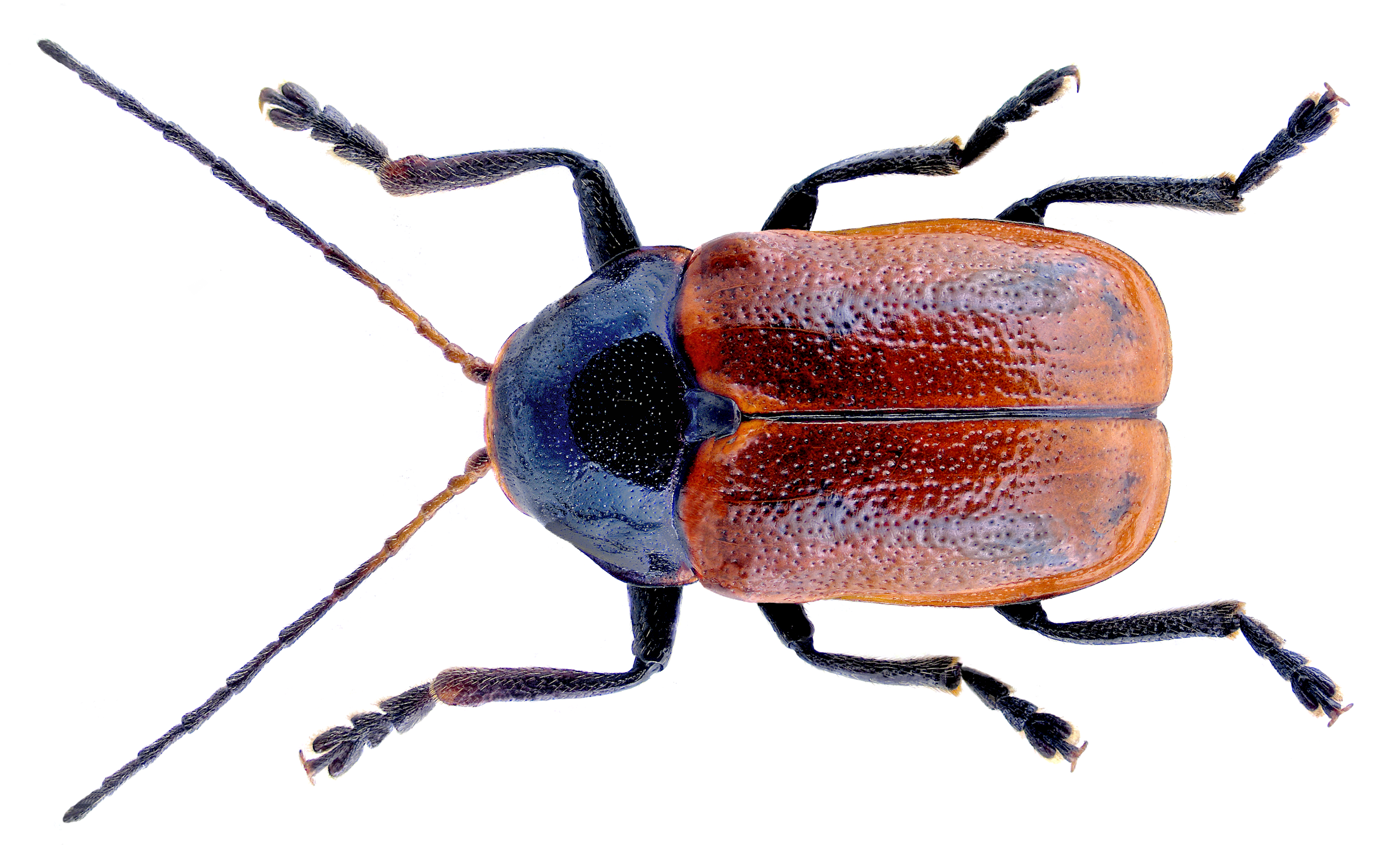
Männchen, Dorsalansicht, Präparat